# 西村重長
西村 重長（にしむら しげなが、元禄10年〈1697年〉? - 宝暦6年6月27日〈1756年7月23日〉）とは、江戸時代中期の浮世絵師。

## 来歴
影花堂、後に百寿、仙花堂と号す。江戸通油町（現日本橋大伝馬町の一部）の地主であったが、晩年神田において古本屋を開業している。『古画備考』に「元祖清信門人」とあるが根拠未詳。奥村利信とほぼ同じ享保-宝暦前期（1716年-1756年）の頃、鳥居派、特に鳥居清信風の漆絵による役者絵を描いた。やがて西川祐信や奥村政信風の漆絵の美人画、浮絵、花鳥画、歴史画、名所絵、風景画などの紅摺絵を手がけ、さらに赤本、黒本も描いた。重長は多才であり、浮絵に関しては奥村政信の手法をいち早く真似して奥村屋以外の版元から出している。この時代の浮絵の表現は、室内が透視画となっていても、屋外については従来の俯瞰図であった。また細判三枚続、石摺絵、没骨（もっこつ）の水絵（墨線を使用せずに、紅、黄、緑、鼠色といった淡色をもって摺った版画。無線絵の一種で、鈴木春信や西村重長の作品に多く見られる）など、当時の版画の版型や技法の面に新機軸を打ち出している。なお「…風」と題した細判3枚続の漆絵を創始したとされる。重長も初めの頃は「西村重長筆」と款していたが、後に「西村重長画」というように「画」の文字を使用するようになった。錦絵創始以前における浮世絵版画の世界において、落款に「画工」または「日本画工」と記し、「西村重長画」と「画」（旧字体・畫）の文字を使用したのは、彼が最初であるとされる。重長以前の浮世絵師たちは、主に「筆」と記し、稀に「図」を使用していた。宝暦6年（1756年）、60余歳で死去したとされる。
作品の数は少ないが、代表作として横大判漆絵「新吉原月見之座敷」（東京国立博物館所蔵）、細判漆絵「そて崎いせの」（城西大学水田美術館所蔵）、「市村竹之丞 丹前大あたり」（東京国立博物館所蔵）、「市村竹之丞 富沢門太郎」、紅摺絵「風流邯鄲枕」（横大判・東京国立博物館所蔵）、「後朝の別れ」（細判・東京国立博物館所蔵）、「牡丹に唐獅子図」、細判紅摺絵三幅対「現（うつつ）の遊」（シカゴ美術館所蔵）などがあげられる。絵本では「絵本江戸土産」（東北大学付属図書館所蔵）などが知られる。肉筆画は「海上郡浄國寺事実」（1728年（享保13年）、浄國寺 (銚子市）所蔵)のみ確認されており、重長唯一の肉筆画として貴重であるばかりでなく、奥書で制作年が判明し、浮世絵師が時に寺の注文に応じて仏画を制作することもあったことが分かる貴重な作品である。
漆絵「そて崎いせの」には「画工西村重長筆」と款しており、また紅摺絵「風流邯鄲枕」では奥村政信を真似て「仙花堂西村重長正筆」と款している。
重長は石川豊信という優れた門人を育てている他、鈴木春信に影響を与えている。

## 作品
- 「浮絵新吉原新町うら座敷の風景」　紅絵　横大判 延享～寛延頃
- 「新吉原月見之座舗」　漆絵　横大判 東京国立博物館所蔵
- 「市村竹之丞 丹前大あたり」 漆絵 細判 東京国立博物館所蔵
- 「そて崎いせの」　漆絵　細判　城西大学水田美術館所蔵
- 「近江八景」 漆絵 細判8枚揃 享保年間
- 「涅槃図」 丹絵 軸装 享保年間　個人蔵[2]
- 「三幅対 武蔵の月・難波の梅」 漆絵 細判2枚 享保前期
- 「春花見の桜おやしき風」 漆絵 細判 享保中期頃
- 「掛物三幅対　右　現（うつつ）の遊」　紅摺絵　細判3枚組の内　城西大学水田美術館所蔵
- 「掛物三幅対　中　現（うつつ）の遊」　紅摺絵　細判3枚組の内　城西大学水田美術館所蔵
- 「掛物三幅対　現（うつつ）の遊」　紅摺絵　細判3枚組　シカゴ美術館所蔵
- 「三幅対ひよくの三曲」 紅摺絵 細判3丁掛 延享～寛延頃
- 「姉を負う布袋」
- 「海上郡浄國寺事実」　紙本著色　1巻　　浄國寺 (銚子市)所蔵　1728年（享保13年）　奥書「享保十三戊申六月廿一日　従中興四世　源蓮社信誉空　阿辯雄誌（印）（印）　武江住画工　河原道樹　西村重長」　識語「享保十六年歳旅辛亥季夏十五日　道本山霊巌寺十二主膺誉在阿識」
- 『吉原むかし絵本』 絵本 享保8年近藤勝信と共画
- 『敵討笈花蔓』 浮世草子  偏霽堂梁紅作 寛保3年
- 『絵本江戸土産』 地誌絵本 宝暦3年